# Jacques Lordat
Jacques Lordat (1773-1870) est un médecin français inventeur d'une modélisation des différentes étapes de l'acte de parole.

## Biographie
Jacques Lordat naît à Tournay près de Tarbes dans les Hautes-Pyrénées le 11 février 1773. Son père, Jean Lordat était « maître en chirurgie » ce qui explique certainement son orientation médicale. Passées ses premières années de formation à Tarbes, il entre en 1793 dans l'hôpital militaire de Plaisance dans le Gers comme élève en chirurgie et sera reçu docteur en médecine en 1797 à Montpellier. Le professeur Barthez, qui l'avait pris en amitié, le fait nommer prosecteur de la faculté de cette ville.
À la mort du professeur Dumas en 1813, Jacques Lordat est choisi pour lui succéder à la chaire de physiologie qu'il occupera pendant cinquante ans. Il  meurt le 25 avril 1870 à Montpellier à 97 ans bien qu'ayant été atteint en 1825 d'une maladie, l'aphasie, qui non seulement ne l'empêcha pas de travailler mais lui permit de tester sur lui-même ses hypothèses.
Jacques Lordat se marie en l'an VII avec Marguerite Dessalles, veuve Kühnholtz. Le fils de cette dernière, Marcel-Henri Kühnholtz, adopté par Lordat, prend le nom de Kühnholtz-Lordat pour lui rendre hommage. Une fille, Evelyne, est née de leur union.

## Découverte scientifique
Jacques Lordat est l'un des premiers scientifiques à avoir envisagé le déroulement de la faculté mentale de langage étape par étape, module par module. Il est le premier à avoir voulu décortiquer le phénomène langage dans ses différentes étapes, dans une perspective que l'on nommerait aujourd'hui cognitiviste qui a pu le faire considérer comme le fondateur de la neuropsycholinguistique cognitive,.

## Postérité
Un portrait en terre crue de Jacques Lordat a été sculpté par Bénézech Bertrand Marie Prosper en 1842, exposé dans le hall d'entrée de la Faculté de médecine de Montpellier.
Le premier laboratoire de neuropsycholinguistique, le laboratoire Jacques-Lordat, a été fondé en 1990 par le Professeur Jean-Luc Nespoulous, à son retour du Québec où l’Université de Montréal avait créé, en 1980, le premier poste de professeur de neuropsycholinguistique cognitive en francophonie. En 2016, ce laboratoire se regroupe avec l'Unité de Recherche Interdisciplinaire Octogone sous le nom de Unité de Recherche Interdisciplinaire Octogone-Lordat de la Faculté de médecine de Toulouse, spécialisé dans l'étude des (dys)fonctionnements langagiers et de la cognition.

## Publications
- Exposition de la doctrine de P.-J. Barthez et mémoires sur la vie de ce médecin, Paris, Gabon, 1818 (lire en ligne)
- Sur la philosophie médicale de Montpellier, Montpellier, Louis Castel, 1840 (lire en ligne)
- Analyse de la parole dans le cas d'alalie et de paralalie (de mutisme et d'imperfection du parler) que les nosologistes ont mal connus : Leçons tirées du Cours de physiologie de l'année scolaire 1842-1843, Montpellier - Paris, Louis Castel - J.-B. Baillère, 1843 (lire en ligne)